# 233. strelska divizija (ZSSR)
233. strelska divizija (izvirno rusko 233. стрелковая дивизия; kratica 233. SD) je bila strelska divizija Rdeče armade v času druge svetovne vojne.

## Zgodovina
Divizija je bila ustanovljena maja 1941 v Zvenigorodu in bila uničena septembra 1941 pri Smolensku. Ponovno so jo ustanovili avgusta 1942.